# Pavlovnija
Pavlovnija (lat. Paulownia), je rastlinski rod hitro rastočih rastlin, ki izvirajo iz Kitajske. Zraste od 15-20 m visoko v 8-10 letih, zato velja za najhitreje rastoče drevo na svetu. Navadna pavlovnija je invazivna, zato se sme saditi le hibride. Cveti aprila in maja, njeni listi so veliki. Les je lahek, ima visoko plamenišče (400°C, kar je dvakrat več kot denimo bor, ki ima temperaturo plamenišča 200°C) in  relativno drag. Pavlovnijo se sadi za okrasne namene ali za namene industrije.